# جیزی
جیزی (انگلیسی: Jeezy؛ زادهٔ ۲۸ سپتامبر ۱۹۷۷) رپر، خواننده، ترانه‌نویس و هنرپیشه اهل ایالات متحده آمریکا است. او از سال ۲۰۰۴ قراردادی با دف جم رکوردینگز امضا کرد و نخستین آلبومش را منتشر کرد که ۱۷۲،۰۰۰ نسخه در هفته اول انتشار خود فروخت و به رتبه ۲ در جدول فروش بیلبورد ۲۰۰ ایالات متحده آمریکا رسید و از انجمن صنعت ضبط موسیقی ایالات متحده آمریکا گواهی پلاتین دریافت کرد.